# Miszkauka
Miszkauka (biał. Мішкаўка; ros. Мишковка) – wieś na Białorusi, w obwodzie mohylewskim, w rejonie mohylewskim, w sielsowiecie Mastok.